# Jacques-Louis Maupillier
Jacques-Louis Maupillier (1777-1857) est un combattant de la guerre de Vendée. Jeune paysan poitevin, il s'enrôle dans l'armée vendéenne en 1793. Il est blessé 5 fois, notamment d'un coup de baïonnette dans le dos à la bataille de Bois-Grolleau près de Cholet et au bras et à la jambe gauche à la bataille de La Châtaigneraie en l'année 1794. Il a été immortalisé par la marquise Marie-Louise de La Rochejaquelein qui l'a dessiné « les armes à la main parce qu'il ne les a jamais quittées ».
Il se retira à Boismé, journalier demeurant au lieu-dit Les Touches et meurt dans une extrême pauvreté et hors d’état de pourvoir à sa subsistance et à celle de sa famille, à cause de ses blessures.
Ce personnage a inspiré Philippe de Villiers en 1977 pour la création du spectacle de la Cinéscénie du Puy du Fou dans lequel le héros s'appelle Jacques Maupillier.

## Généalogie
Les descendants de la famille Maupillier se sont regroupés en association loi de 1901. Cette association s'appelle « Nos Trois Branches ».

## Sources
1. ↑  Un certificat de pension daté du 30 août 1826 le prouve.